# تیم استاوئل، بارونس استاوئل بیستن
تیم استاوئل، بارونس استاوئل بیستن (انگلیسی: Tina Stowell, Baroness Stowell of Beeston؛ زادهٔ ۲ ژوئیهٔ ۱۹۶۷) MBE، PC سیاست‌مدار محافظه‌کار و از اعضای مجلس اعیان بریتانیا است.
لیدی استاوئل از سال ۲۰۱۴ به عنوان رهبر مجلس اعیان در دولت علیاحضرت منصوب شده است.